# 간신
"간신"은 2015년에 개봉한 대한민국의 영화이다.

## 캐스팅

### 주요 인물
- 주지훈: 임숭재 역
- 김강우: 연산군 이융 역
- 천호진: 임사홍 역
- 임지연: 단희 역
- 이유영: 설중매 역

### 그 외
- 송영창: 판부사 유자광 역
- 조한철: 도총관 박원종 역
- 차지연: 장녹수 / 소리꾼(목소리) 역
- 장광: 영의정 역
- 정인기: 대사성 역
- 기주봉: 백정 김씨 역
- 류아벨: 대사성 부인 역
- 서지승: 영의정 딸 역
- 손영희: 밀양기생 해당화 역
- 최여윤: 용봉각기생 소향 역
- 강현중: 능주 백성 역
- 최영도: 능주 백성 역
- 윤영균: 내금위장 역
- 김영: 상선 역
- 김해나: 도박꾼 딸 역
- 박명신: 중전 어미 역
- 전여빈: 중전 관상 역
- 정솔: 강릉 새가슴 역
- 배효진: 제주기생 비바리 역
- 문희경: 훈육상궁 역
- 김난희: 훈육상궁 역
- 안해선: 의녀 역
- 최정아: 의녀 역
- 김희창: 어의 역
- 오창경: 도박꾼 역
- 금동현: 관상쟁이 역
- 김강일: 장리 역
- 곽자형: 민병대장 역
- 남명지: 맞아죽는 후궁 역
- 박희진: 맞아죽는 후궁 역
- 맹봉학: 혀 잘리는 역
- 박경찬: 사약 먹는 역
- 홍의정: 능지처참 되는 역
- 노지훈: 사홍 몸종 역
- 김윤찬: 조대감 몸종 역
- 송명진: 의금부 관군 역
- 박상훈: 김일손 장수 관군 역
- 김선하: 조대감 외동딸 역

### 특별출연
- 김종구: 조대감 역
- 고경표: 진성대군 역
- 김지영: 폐비윤씨 모친 역
- 민성욱: 채홍대장 역
- 정만식: 자객 역
- 김도영: 주모 역
- 서영주: 어린 숭재 역
- 김현수: 어린 단희 역
- 이도아: 채홍 어미 역
- 손수현: 사냥터 아낙 역

### 우정출연
- 최일화: 역적 김일손 역
- 심은진: 용봉각 주인 역